# Vinto
Vinto é uma cidade no Departamento de Cochabamba, no centro da Bolívia. É a sede do Município Vinto , a quarta seção municipal da Província de Quillacollo.